# Dobeno (gmina Mengeš)
Dobeno – wieś w Słowenii, w gminie Mengeš. W 2018 roku liczyła 255 mieszkańców.